# Сучасний грецький театр
Сучасний грецький театр відноситься до театральної постановки та постановки театральних п'єс, написаних  сучасною грецькою мовою, від поствізантійського часу до сьогодення.

## Венеціанський Крит

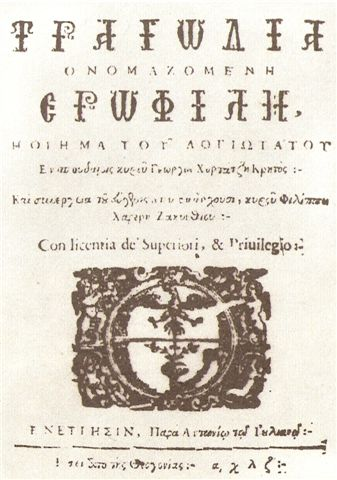
Обкладинка Ерофілі

Епоха Відродження, яка стала основою сучасного грецького театру, відбулася на Венеціанському Криті.  «Еротокрітос» — це, безперечно, шедевр раннього періоду сучасної грецької літератури, і становить одне з його вищих досягнень. Цей  роман написаний близько 1600 року  Вицентзосом Корнаросом (1553—1613). Іншим великим представником Критської літератури і театру був Георгій Хортатціс, найбільш помітною роботою якого була Ерофілі, яка характеризується Костисом Паламасом як перша робота сучасного грецького театру. Відомими п'єсами також є Жертвоприношення Авраама  Корнароса, Панорія і Кацурбос Георгія Хортатціса, Фортунатос Марка Антонія Фосколоса, Король Родолінос Андреаса Троілоса, Статис (комедія) і Воскопула невідомих художників. В цей період створювалися твори різних театральних жанрів, такі як трагедії, комедії, пасторалі та релігійні п'єси.

## Хептанесійський театр
Після окупації Криту Османською імперією наприкінці 17-го століття, інтелектуально-театральний центр греків був переведений на Іонічні острови. Хептанесійський театр перебував під сильним впливом італійського Ренесансу.

## Грецьке просвітництво і незалежність

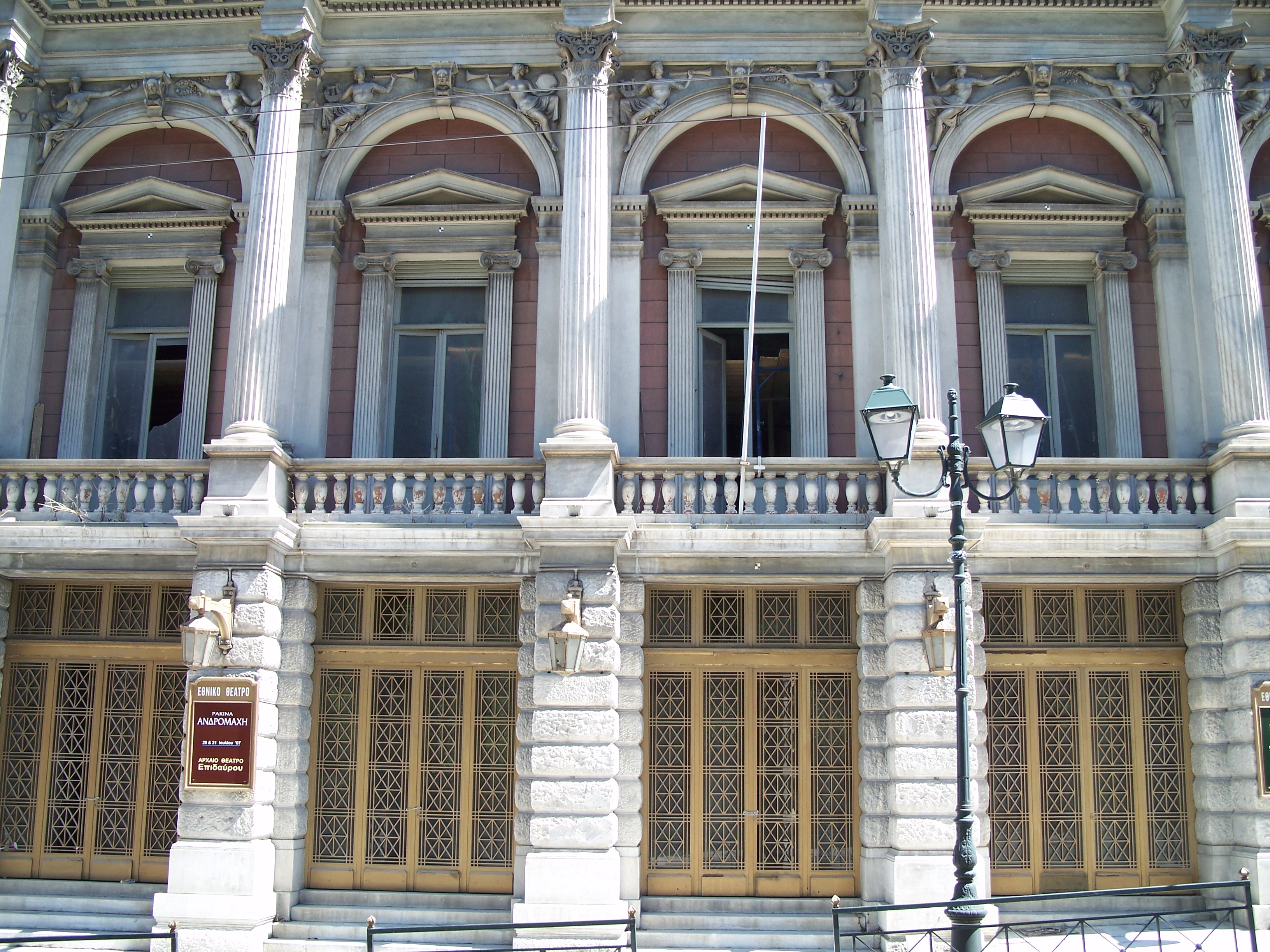
Національний театр Греції

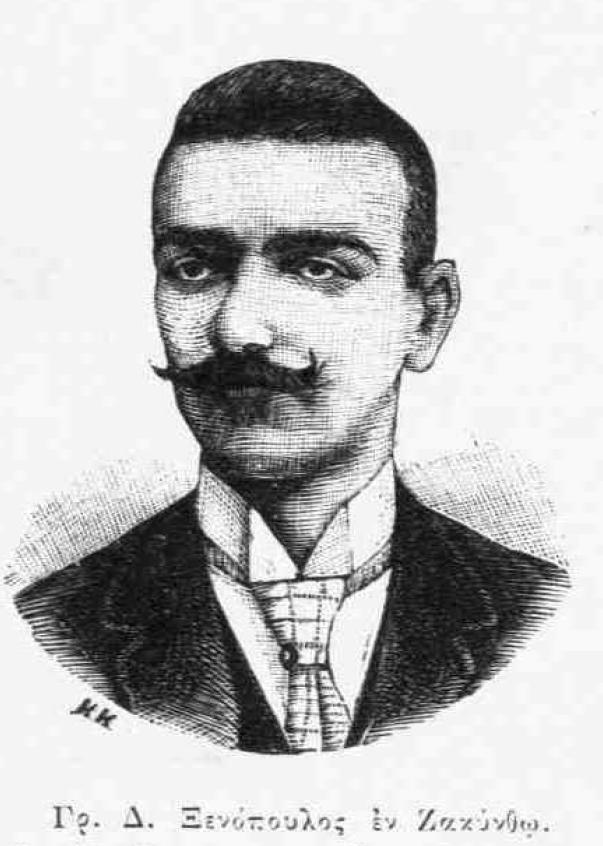
Григорій Ксенопулос

В ході революційних років помітними є театральні роботи  Ахіллом або смерть Патрокла (1805) Христопулоса Атанасіоса, Тимолеон (1818) за Іоанніса Ззамбеліоса, а Коракістіка (1812) Яковакіса Різоса Нероулоса була пасквілем проти грецького інтелектуала Адамантіоса Кораиса та його лінгвістичних поглядів (Кафаревуса).
Після здобуття незалежності на театральній сцені нового Грецького королівства переважали письменники, які були ближче до першої афінської школи (або Фанаріотік), такі як Александрос Ризос Ранґавіс, Александрос Соутсос і Панайотіс Соутсос. Ці автори використовували в основному консервативну та архаїчну форму грецької мови, відому як кафаревуса. Помітним винятком є комедія Вавилонія (1836), Дімітріса Византіоса, сатира різних грецьких ідиом простою мовою. До кінця 19-го століття романтичної трагедії будуть домінувати, як, наприклад, Марія Доксапатрі (1853) і Фауста (1893)  Дімітріоса Вернардакіса.
Королівський театр був заснований в 1880 році в Афінах. З 1880-х років нові жанри стали популярні. Ревю, оперетти і komidylio (κωμειδύλλιο) (музична комедія), роботи, як І тичи Тіс Мароулас (1889), О agapitikos tis voskopoulas (1891) Дімітріоса Короміласа і Гольфо (1893)  Спіроса Перезіадіса .
З початком Нової афінської школи (або Паламіан) в кінці 19 століттяі центральною фігурою став Костис Паламас, який використовував більш сприйнятну димотику. Однак, в 1903 році, переклад Королівським театром Есхілової Орестеї загальною грецькою мовою (а не кафаревуса) викликало протести консерваторів-студентів.
Серед драматургів нової ери були Григорій Ксенопулос (напевно, найважливіша фігура), Ангелос Сикелианос, Нікос Казандзакіс, Пантеліс Горн, Йоргос Теотокас, Янніс Скарімпас, Васіліс Ротас та інші. Відомі актори Эмилиос Веакіс, Маріка Котопулі і Сибіла Адріану.
Королівський театр був реорганізований в 1932 році у Національний театр. 

## Після Другої світової війни
Після війни з'явилися нові драматурги, такі як Дімітріс Псатас, Нікос Тсіфорос. Їх робота у багатьох випадках була закарбована в кіно. 
Багато театральних акторів з'явилося також у фільмах грецького кінематографа (який мав свій «Золотий вік»), серед них Дімітріс Хорн, Манос Катракіс, Орестис Макрис, Меліна Меркурі та багато інших.
Іаковос Камбанелліс був, ймовірно, самим значним післявоєнним грецьким драматургом, а Каролос Коун — найвидатнішим режисером, широко відомим своїми жвавими постановки давньогрецьких п'єс.